# بابونج
البابونج أو فليه هو الاسم الشائع للعديد من الأزهار التي تشبه الأقحوان.

## أنواعه
نباتات «البابونج» تشمل ما يلي:
- بابونج ألماني (المرادف M. chamomilla) ، والألمانية أو بابونج الزرقاء، التي يشيع استخدامها في الشاي
- Anthemis نوبيليس (المرادف Chamaemelum nobile) وتكون ازهاره بيضاء وتتحول بالتخزين للون الأصفر ورومان البابونج، في حديقة "" بابونج

وأنواع اخرى من الـ Anthemis، مثل:
- أقحوان أصفر والذرة أو بابونج عديم الرائحة
- أربيان ، كريه الرائحة بابونج أو كلب الشمر
- كوتا صبغية ، البابونج الأصفر أو الذهبي مرغريتا

- Ormenis multicaulis ، بابونج المغربية
- Eriocephalus punctulatus ، والرأس بابونج
- Matricaria ديسكويدا ، بابونج أو الأناناس والأعشاب البرية

## استخداماته الطبية
قاعدة البيانات مدلاين بلس التي تحتفظ بها المكتبة الوطنية الأمريكية للطب تحتوي علي قوائم أكثر من 100 من الأمراض المختلفة التي كان البابونج تقليديا يستخدم لعلاجها أو التي تدعمها نظرية علمية لم تختبر.
حذر مدلاين بلس والمركز الوطني للطب التكميلي والبديل من الحساسية النادرة، التهاب الجلد التأتبي (طفح جلدي)، والنعاس أو تخدير، والقدرة على تحفيز الرحم، مما أدى إلى إجهاض وسلامة غير مقيم في الرضاعة الطبيعية  التي تتفاعل مع غيرها من الأعشاب والأدوية لم تكن مدروسة للبابونج.

## أبحاث
المركبات الرئيسية المثيرة للاهتمام في أزهار البابونج هي الكومارين والفلافونيد ومتعدد الفينول، بما في ذلك الأبيجينين والكيرسيتين والباتوليتين [الإنجليزية] واللوتولين [الإنجليزية] والدافنين [الإنجليزية]. ومن غير الواضح حاليًا ما إذا كان البابونج فعالًا في علاج أي حالات طبية. يخضع البابونج لبحوث أولية حول خصائصه المحتملة المضادة للقلق. ولا يوجد دليل سريري عالي الجودة على أنه مفيد لعلاج الأرق.

## صور

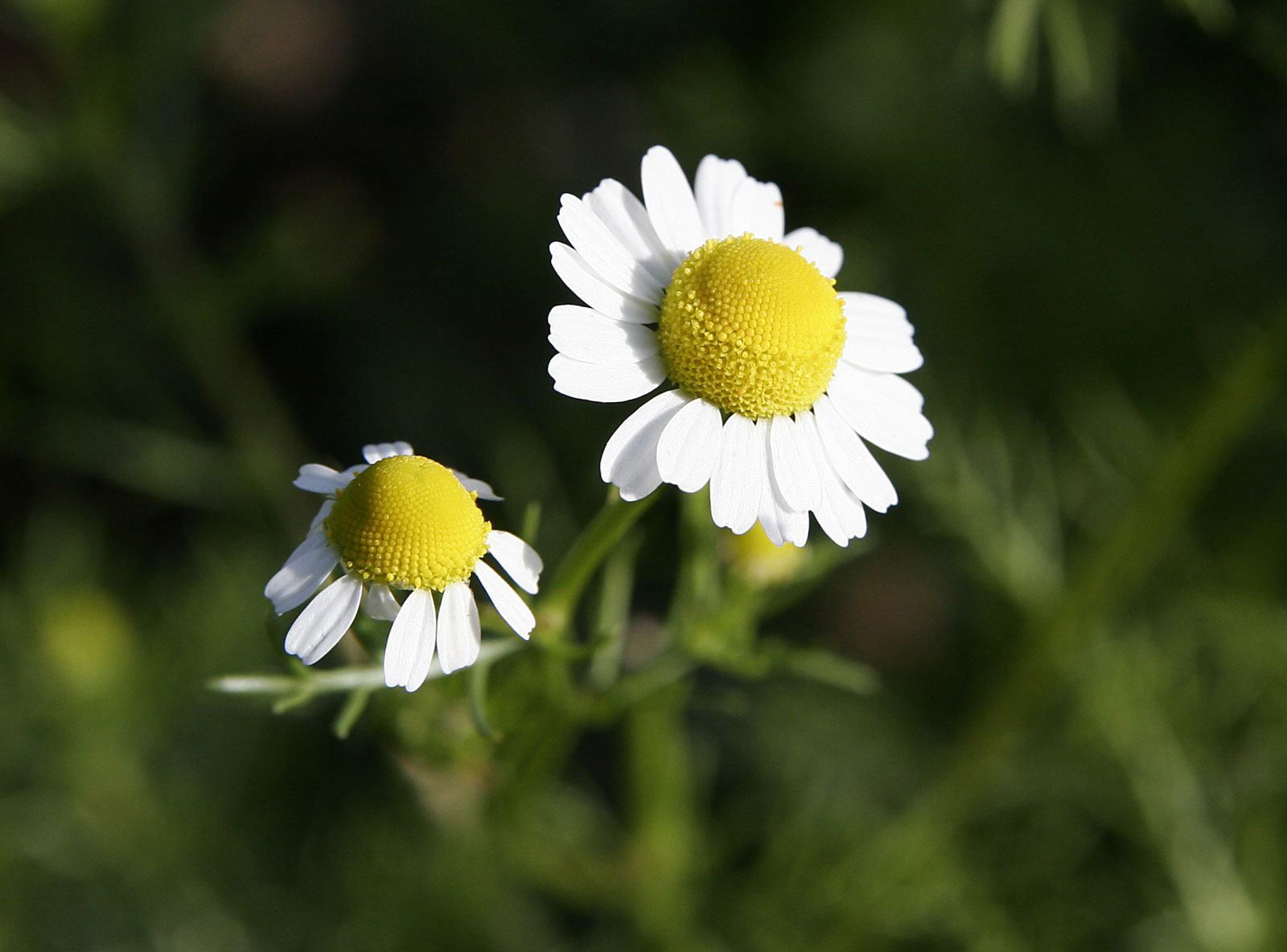
أزهار الأقحوان
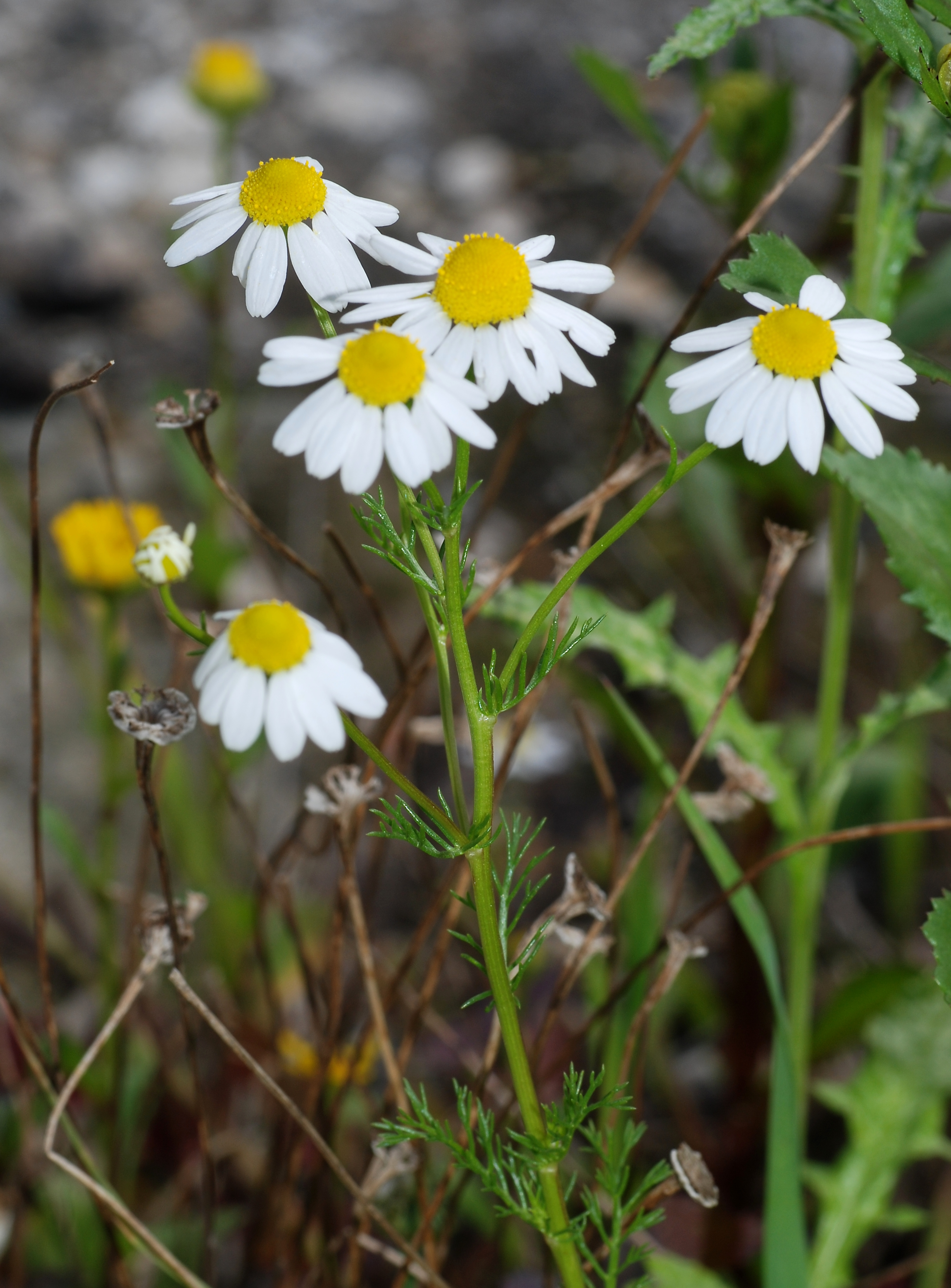
بابونج ألماني
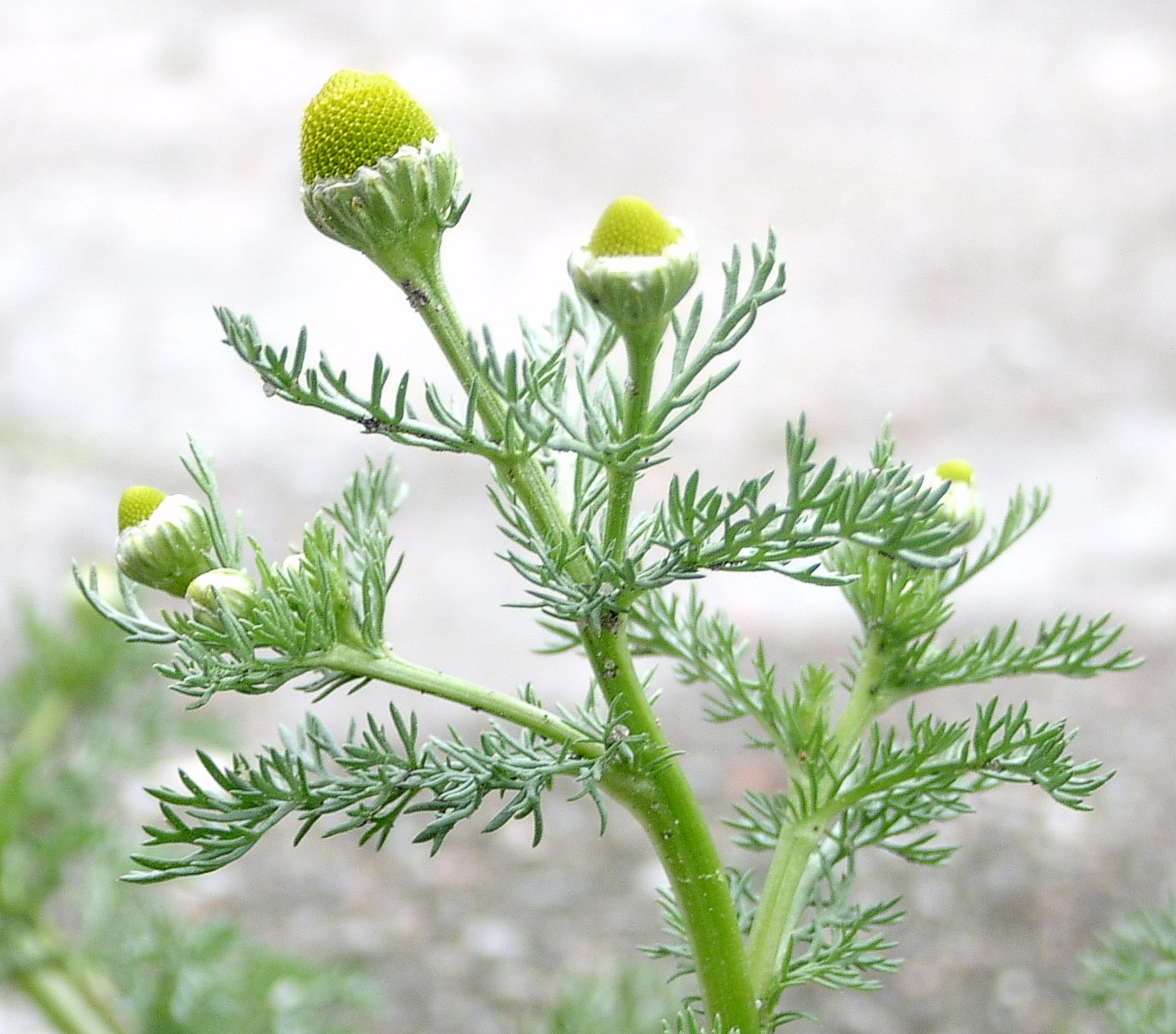
بابونج أسطواني
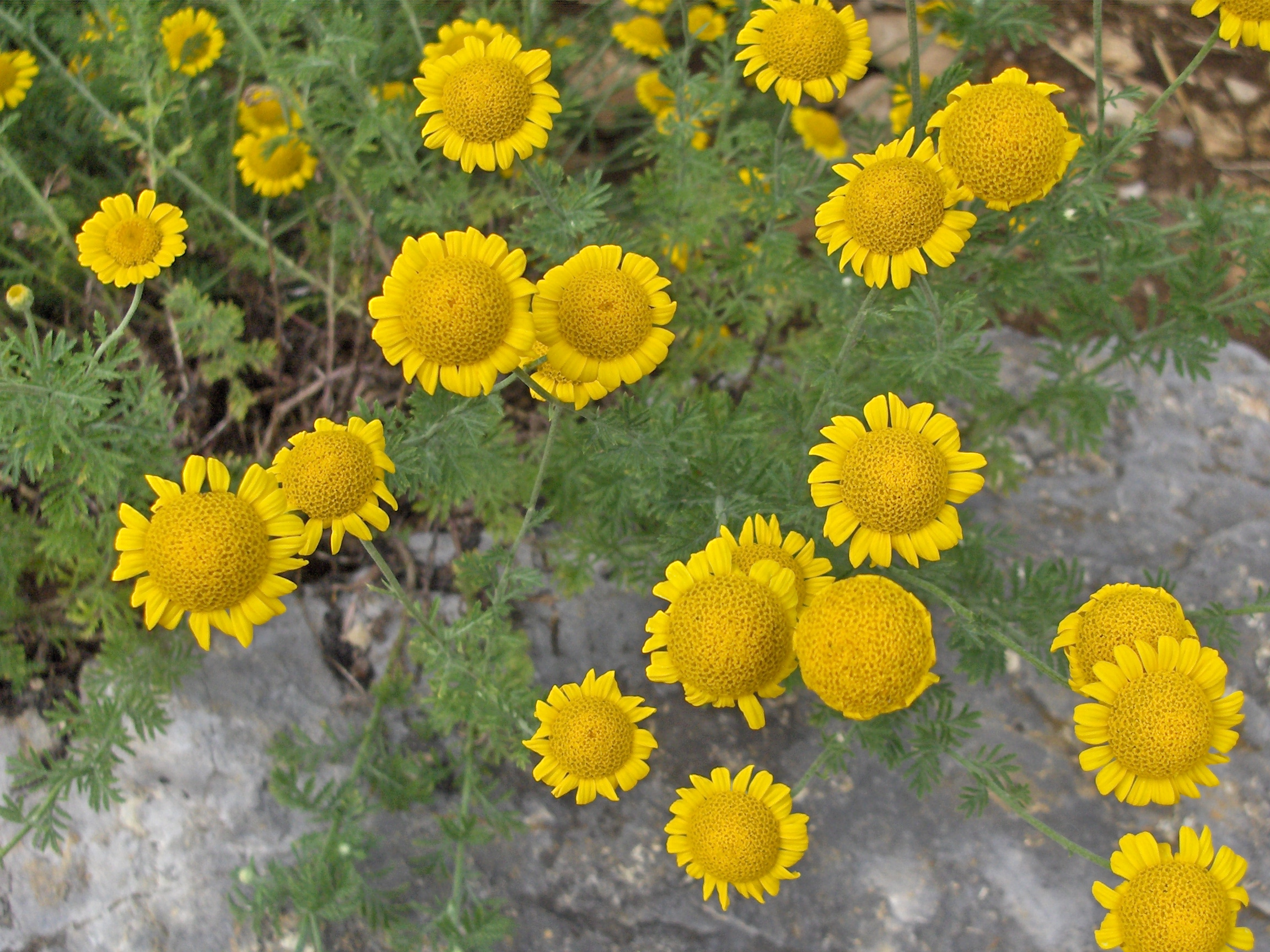
الأقحوان الأصفر
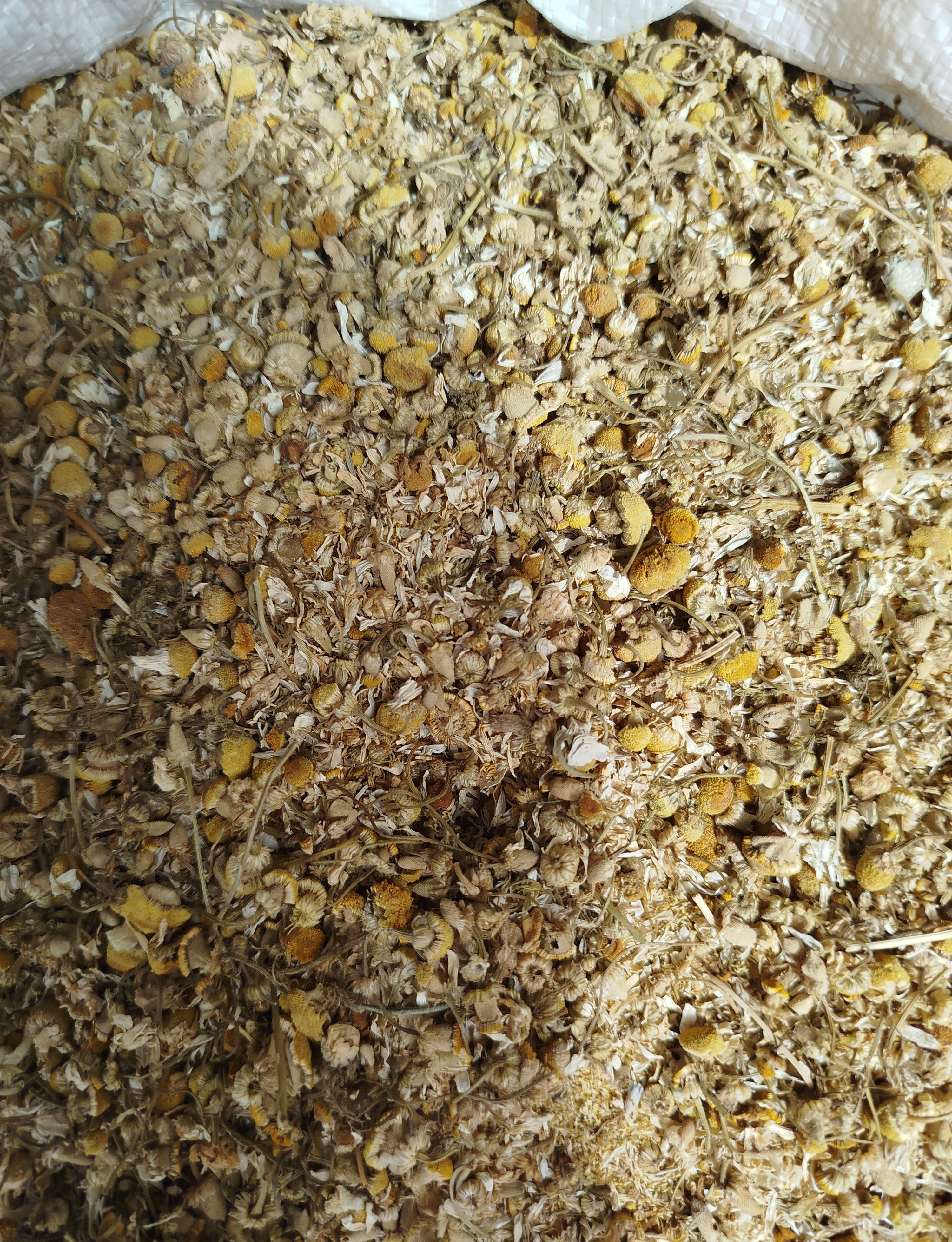
بابونج مجفف
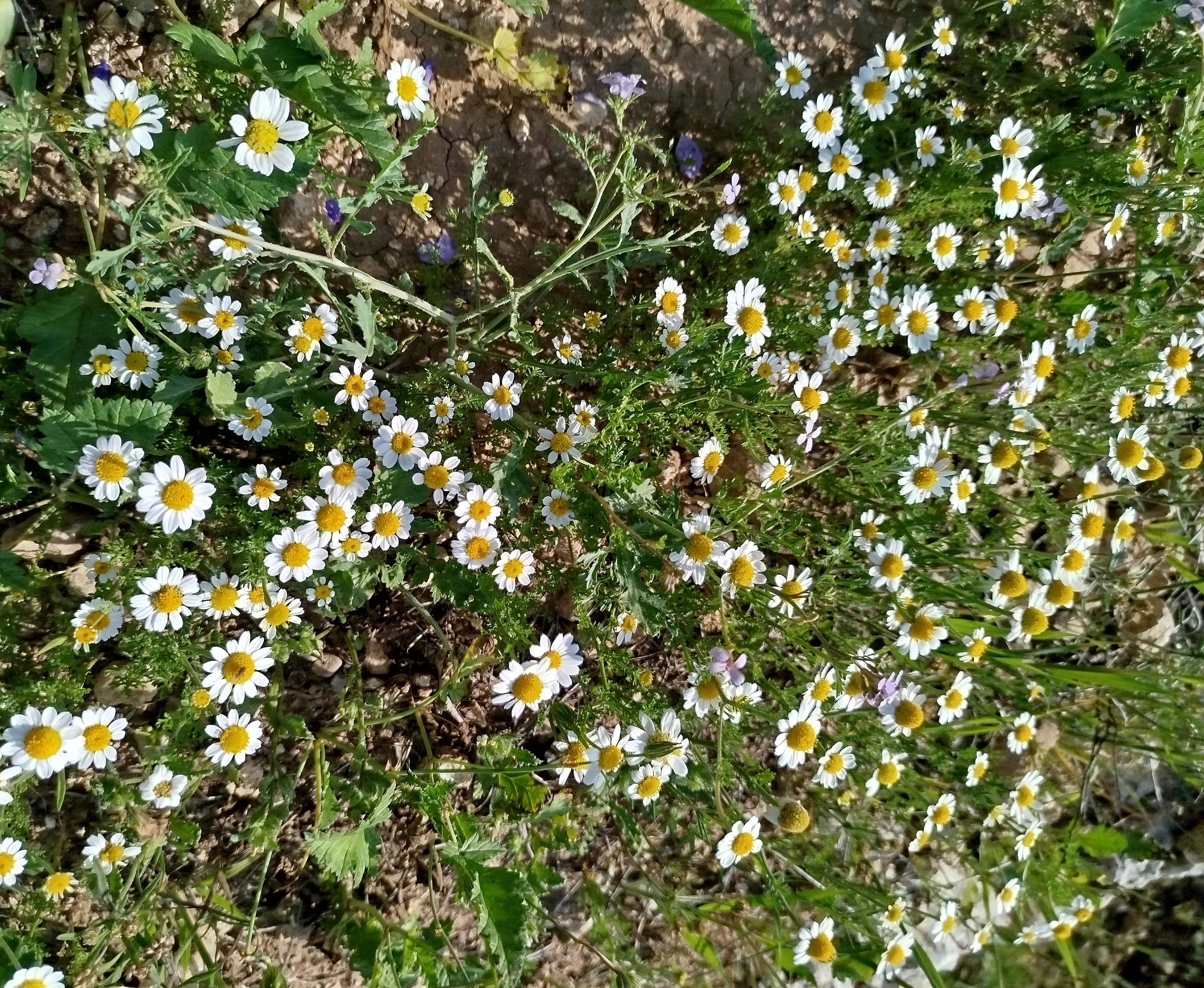
بابونج بري
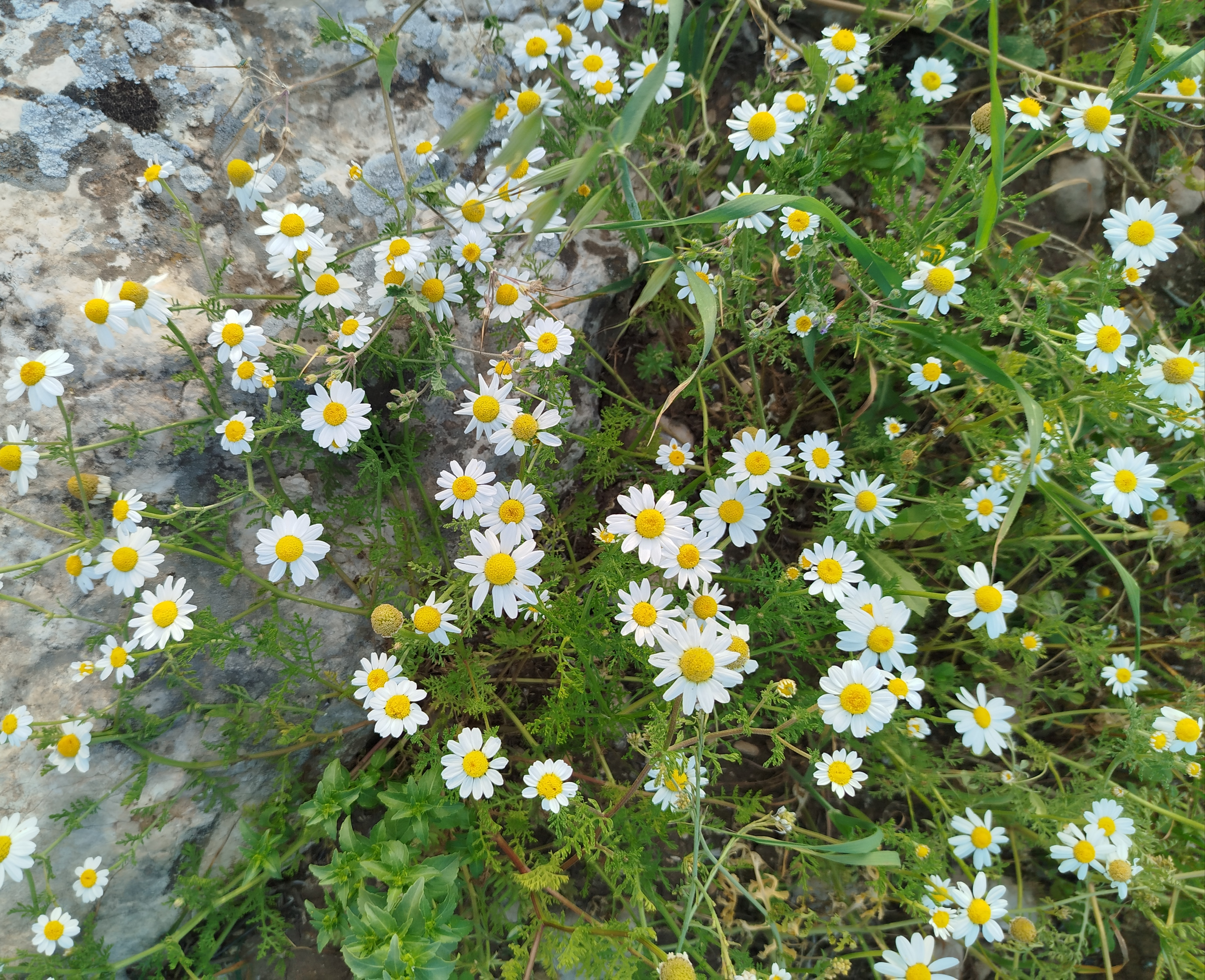
بابونج أو أقحوان

## الروابط الخارجية
- حكومة الولايات المتحدة (المعاهد القومية للصحة)
  - البابونج (Matricaria recutita، Chamaemelum nobile) المعلومات الطبية والعلاجية حول مدلاين بلس
  - البابونج وقائع على المركز الوطني للطب التكميلي والبديل
  - بابونج الروماني على المعهد القومي للسرطان
- حكومة الولايات المتحدة الأمريكية (الأخرى)
  - نباتات الشخصي: Anthemis tinctoria L. (بابونج الذهبي)
  - فوائد البابونج للصحة على موقع بابونج